# Radnai-havasok Nemzeti Park

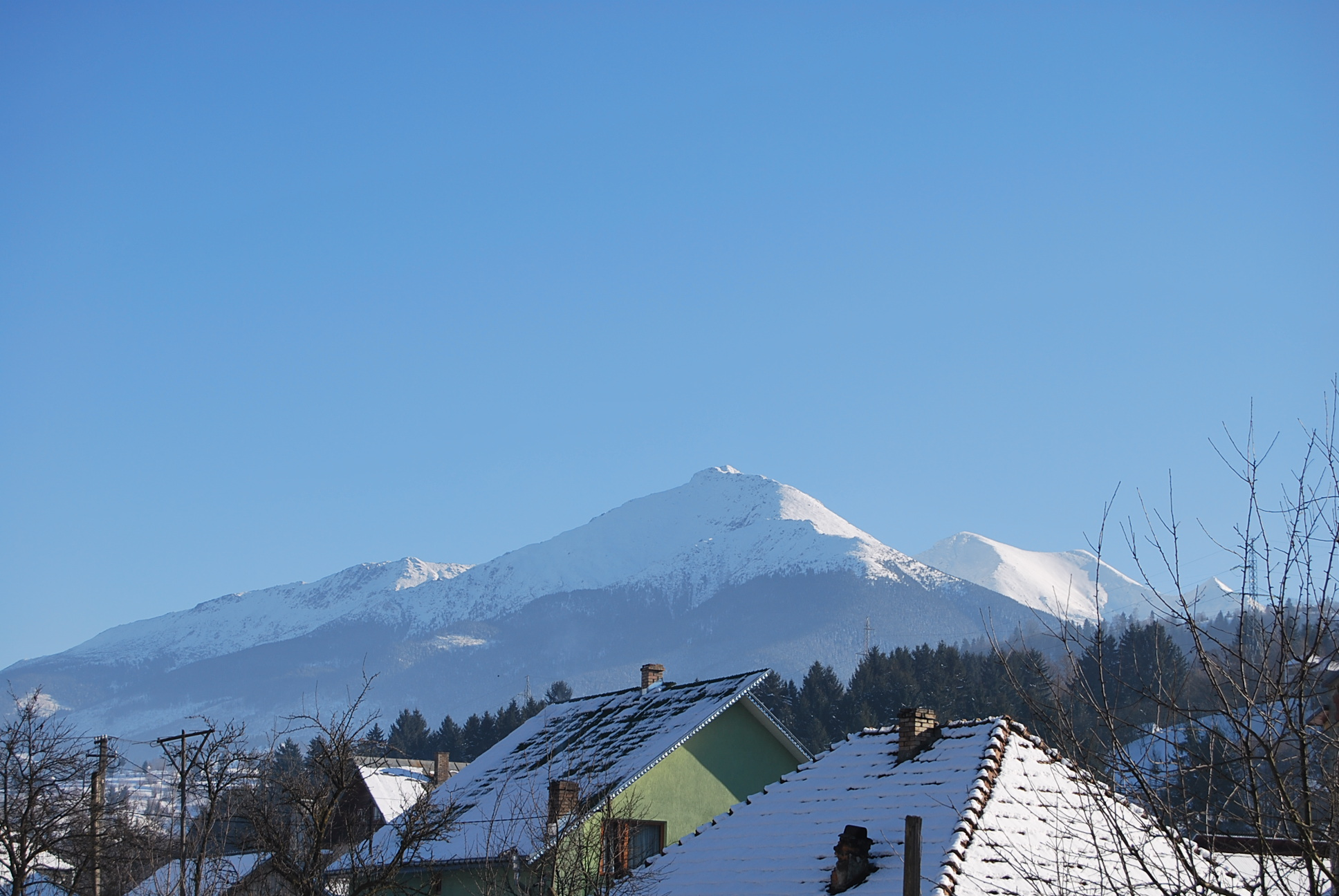
A Nagy-Pietrosz csúcsa

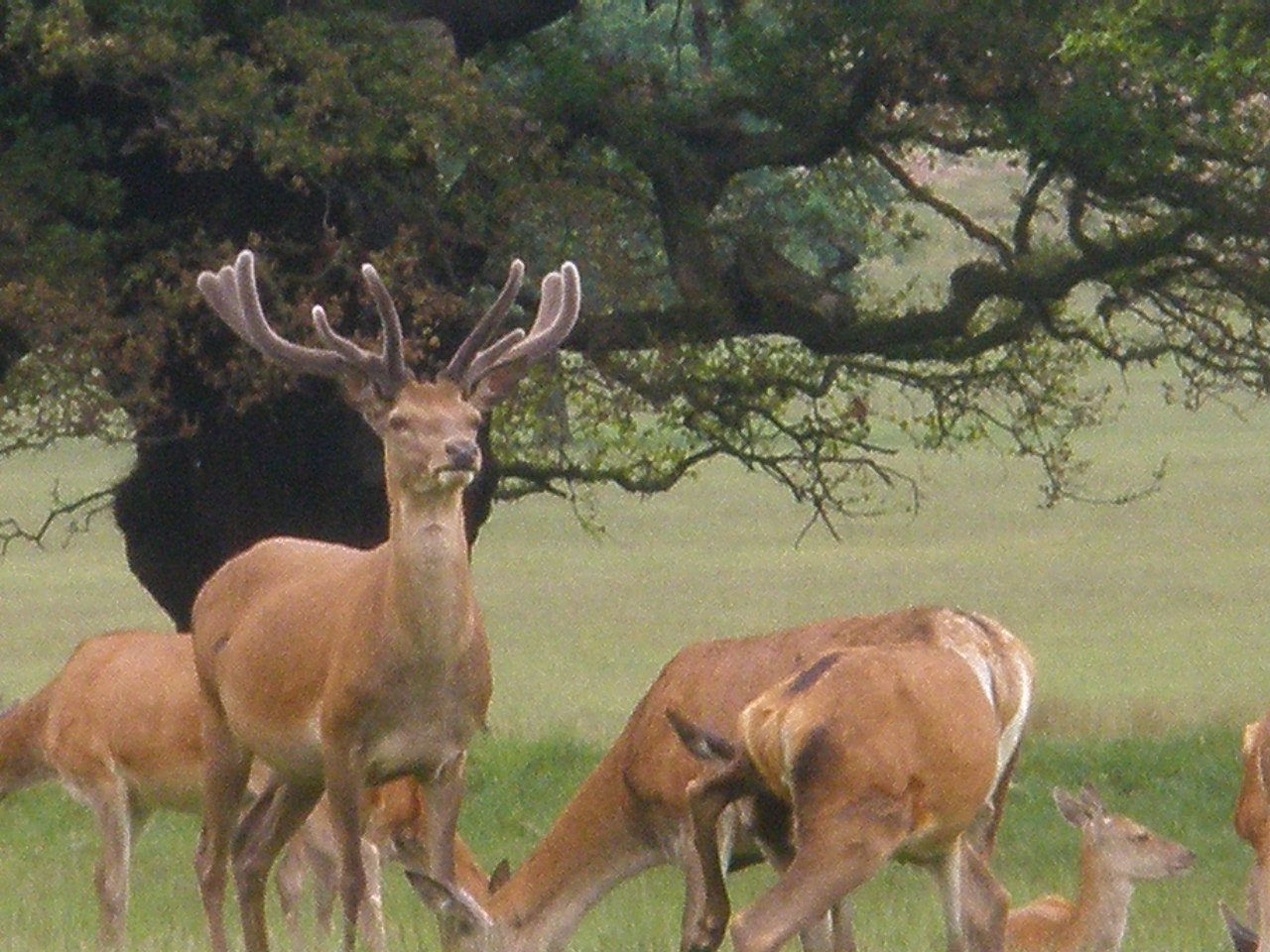
Gímszarvasok

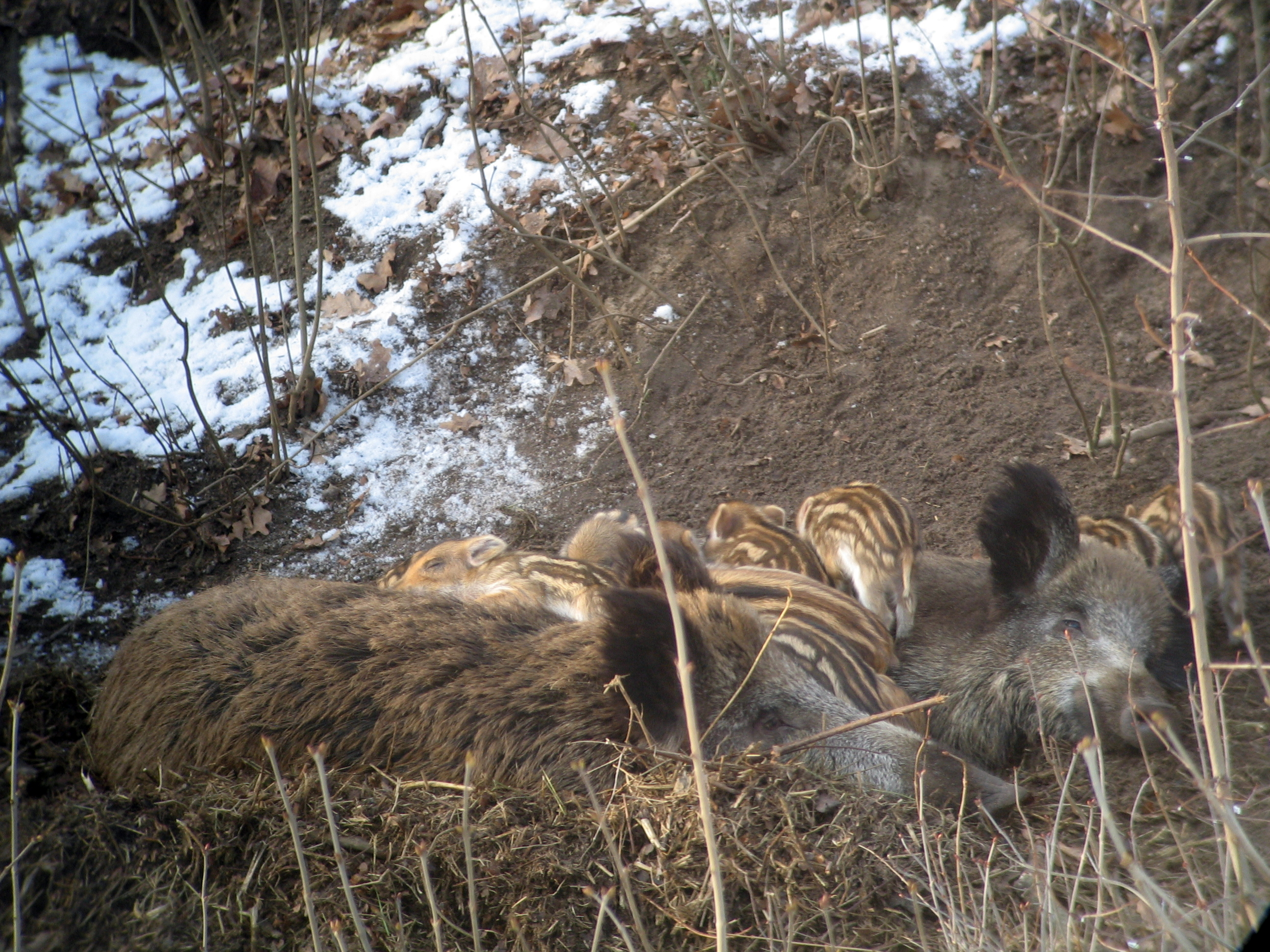
Vaddisznó malacokkal

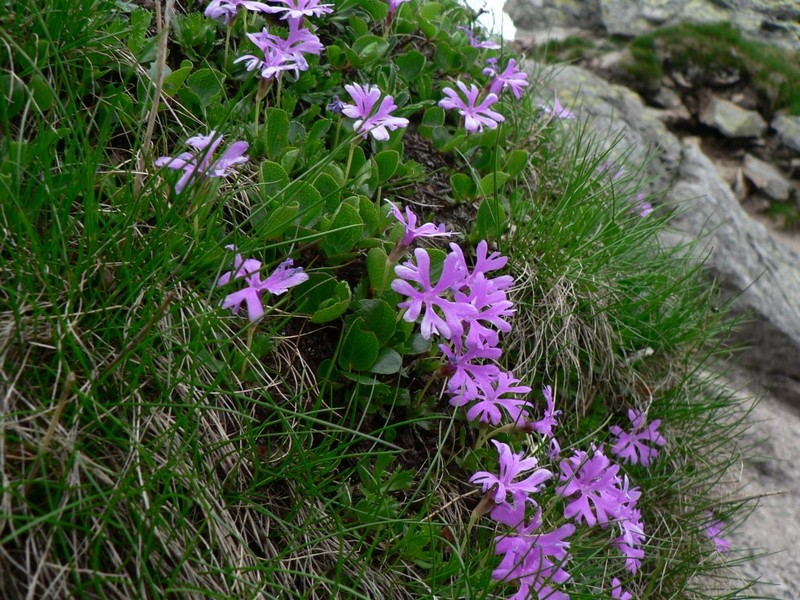
Törpe kankalin (Primula minima)

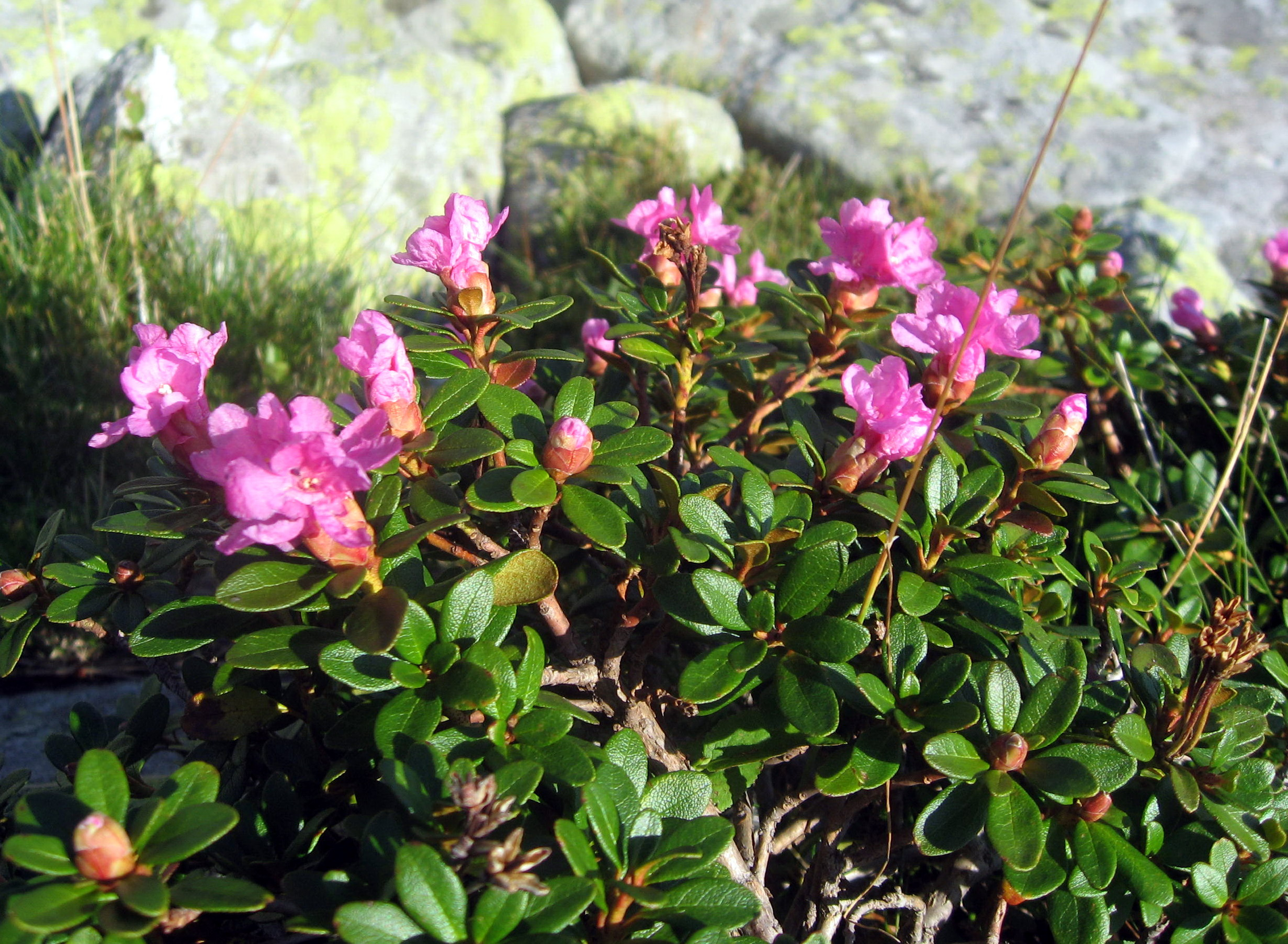
Erdélyi havasszépe (Rhododendron myrtifolium)

A Radnai-havasok Nemzeti Park a Keleti-Kárpátok északi csoportjának legnagyobb természetvédelmi területe, Beszterce-Naszód megyében található. Területe 47 227 hektár, amelyből 3300 hektár 1979 óta védettség alatt áll. A park Borsa felőli bejáratánál található a Cailor-vízesés vagy Lóhavasi-vízesés, a környékbeli sziklák pedig az alpinisták kedvelt gyakorlóhelye.

## Története
A Radnai-havasok egyes részei már több mint 70 éve részesülnek valamilyen fokú védettségben. A hegység első természetvédelmi területét ugyanis még 1932-ben hozták létre, botanikai ritkaságok védelmére. A következő lépés 1979-ben történt, az UNESCO ekkor nyilvánította a Nagy-Pietroszt és szűkebb környezetét „Ember és Bioszféra” rezervátummá. 2000 óta pedig végre nemzeti park státuszt élvez a hegység nagyobb része, mintegy 46 000 hektár.
Növény- és állatvilága hasonló összetételű, mint a Kárpátok többi magashegysége, de több sehol máshol elő nem forduló (endemikus) növényfaj is él itt, mint amilyen például a radnai habszegfű (Lychnis nivalis) is.

## Állatvilága
Megtalálható itt szinte minden, a Kárpátokra jellemző nagyvad, így többek között a farkas, gímszarvas, medve, róka, vaddisznó, zerge és számos kisemlős is, mint például az 1970-es években Franciaországból betelepített mormota, vagy a havasi cickány, madár, hüllő és kétéltű is, valamint a ritka nyírfajd.
A Radnai-havasok zergeállománya sajnos a mértéktelen orvvadászat miatt a 20. század elejére kiveszett a hegységből. Az 1960-as és 1970-es években megkezdődött a faj visszatelepítése, ezáltal az 1980-as évek végére egy egészséges populáció alakult ki. Azonban az 1990-es években megfelelő védelem híján a nagyarányú orvvadászat miatt az állomány ismét drasztikusan megfogyatkozott. Mára a zergék száma ismét 100 fölé emelkedett, ez azonban még mindig csak a fele annak, amit a rendelkezésre álló terület nagysága megengedne.

## Galéria

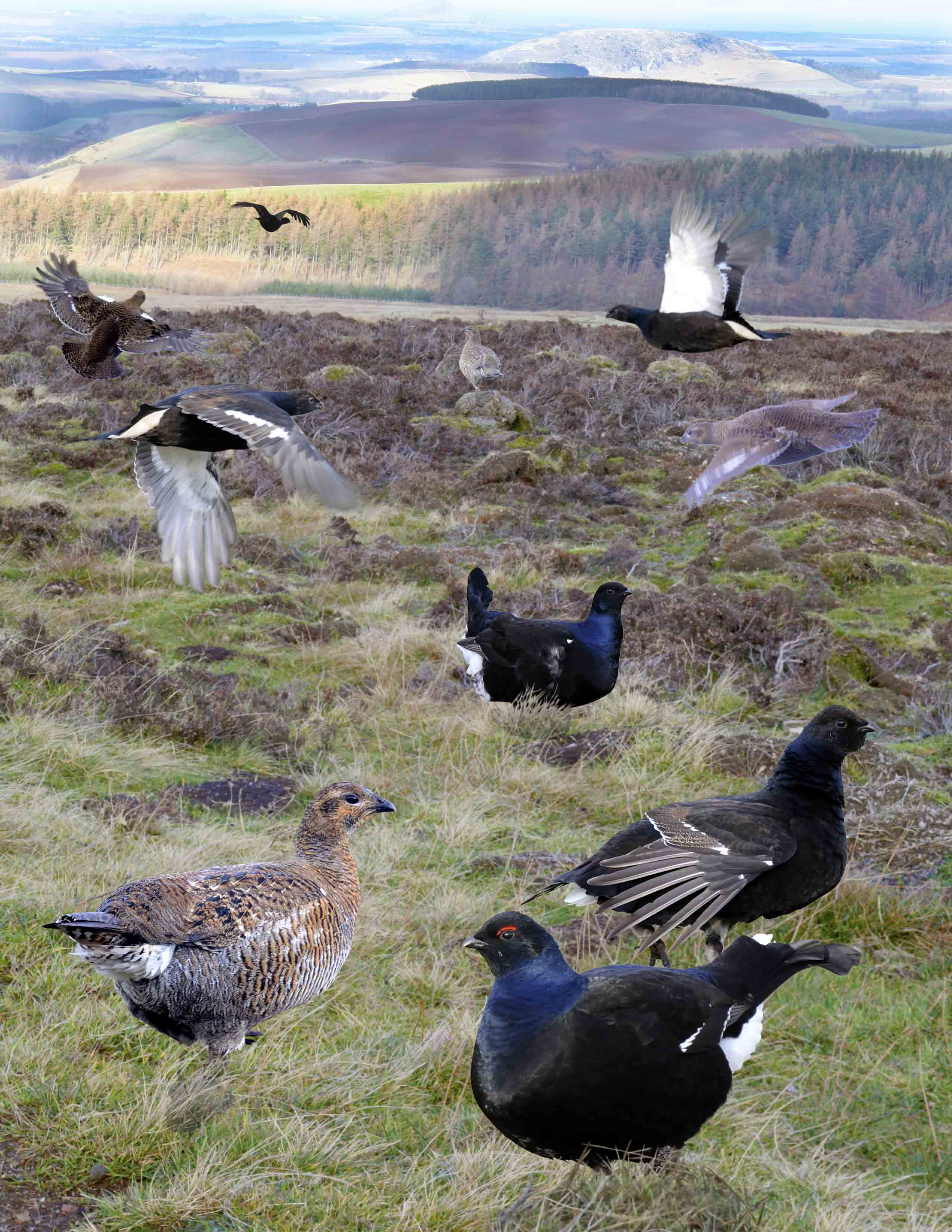
Nyírfajd
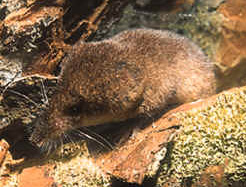
Havasi cickány (Sorex alpinus)
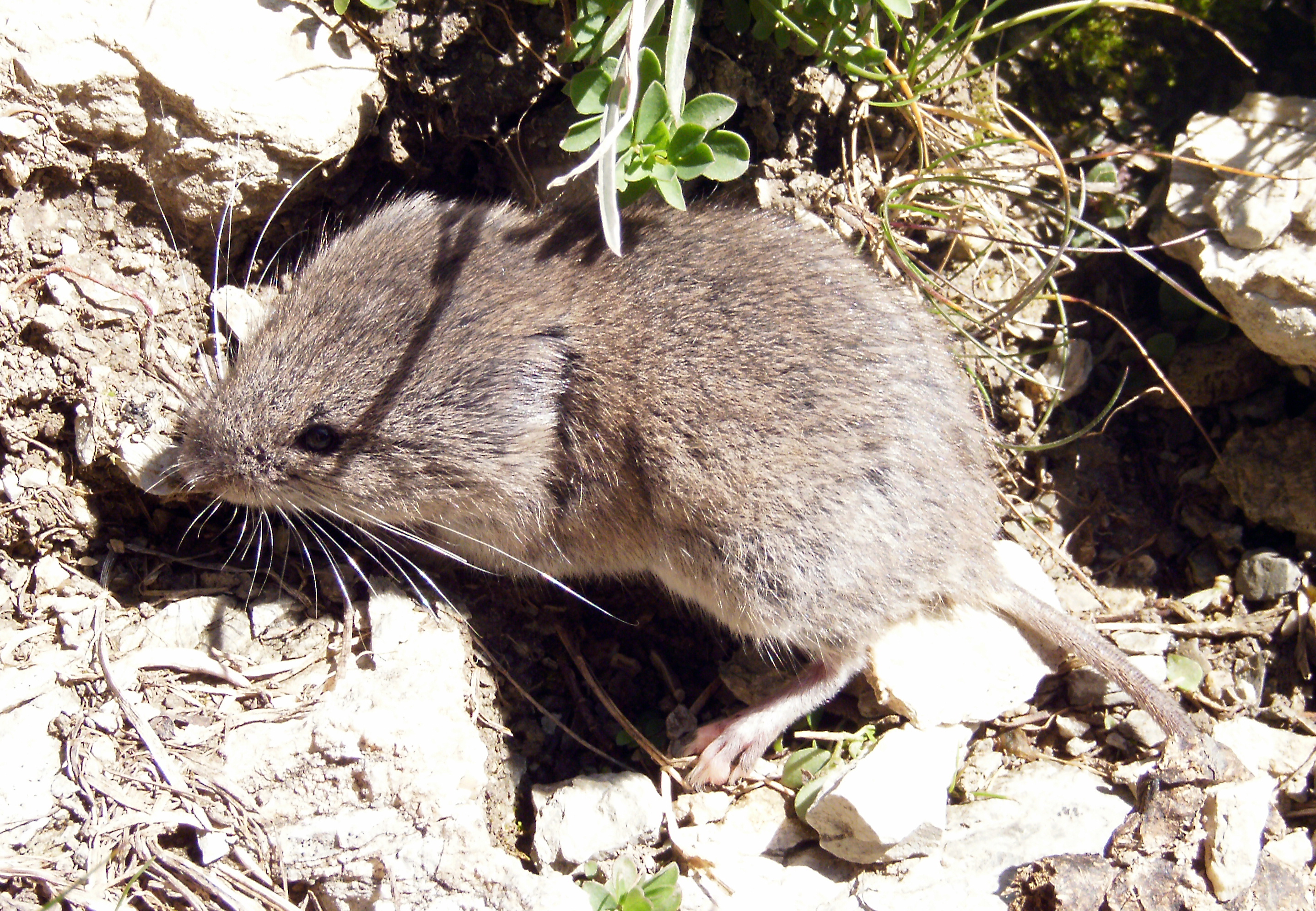
Havasi pocok (Microtus nivalis)
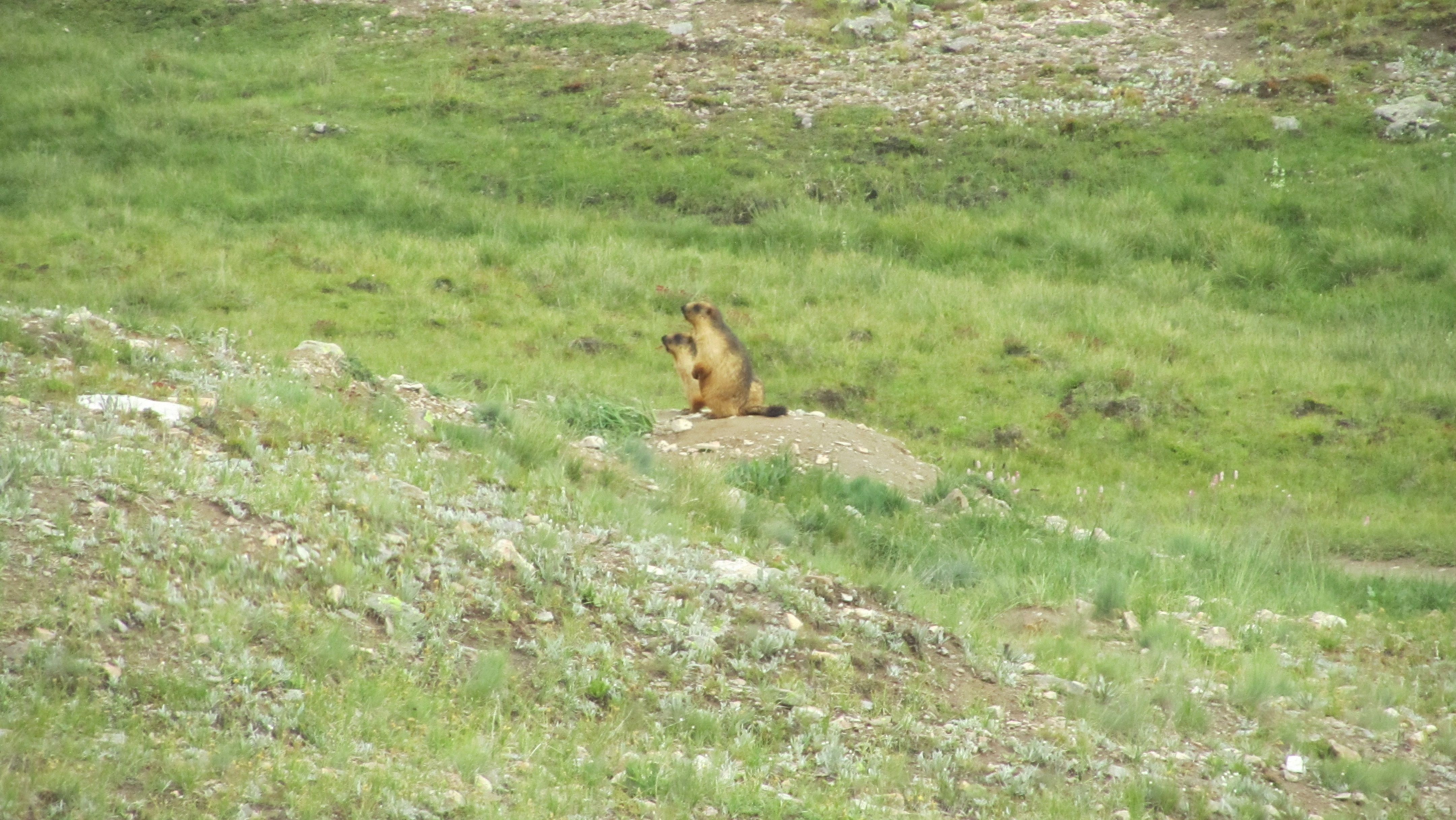
Mormota
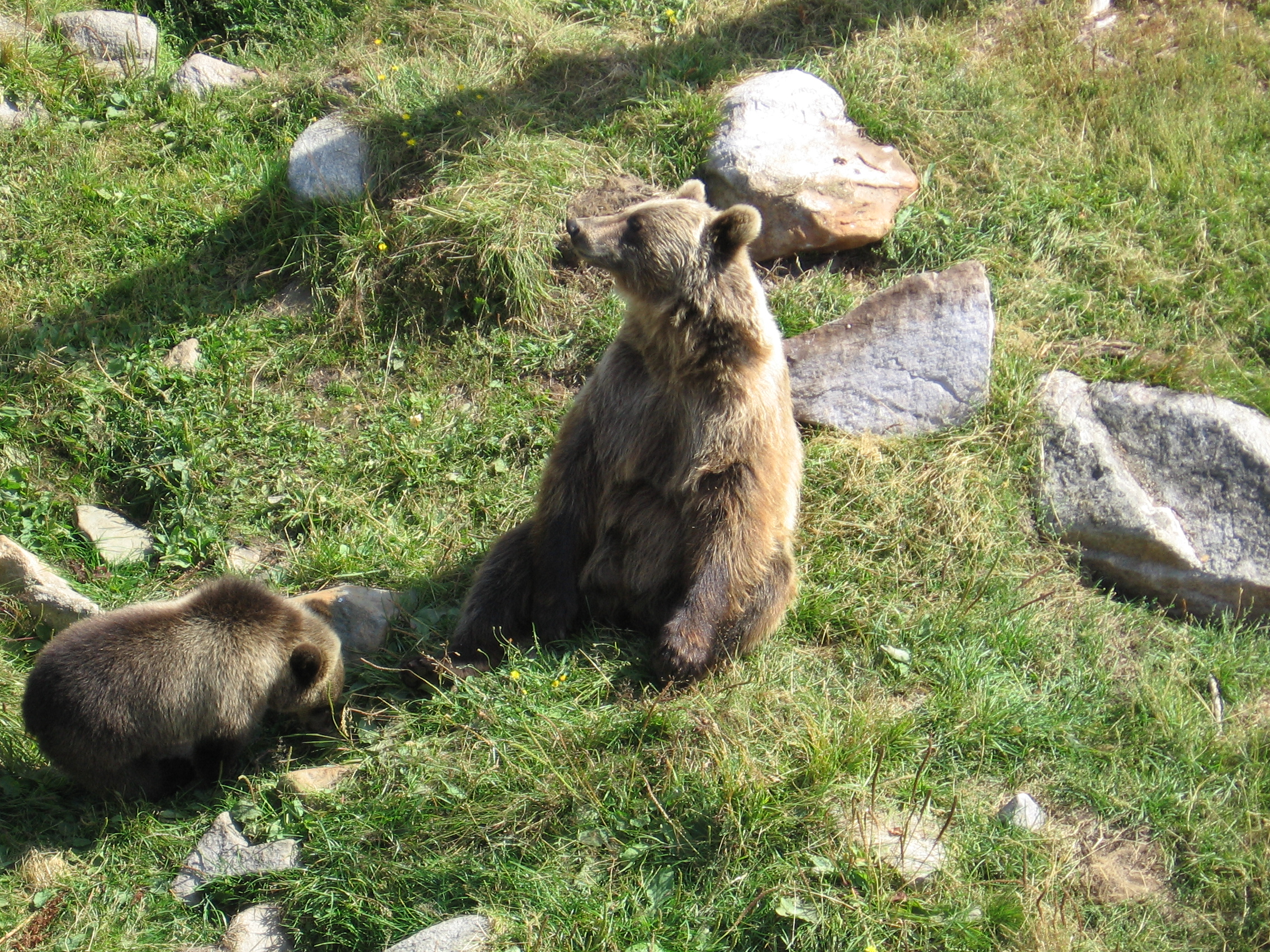
Barna medve
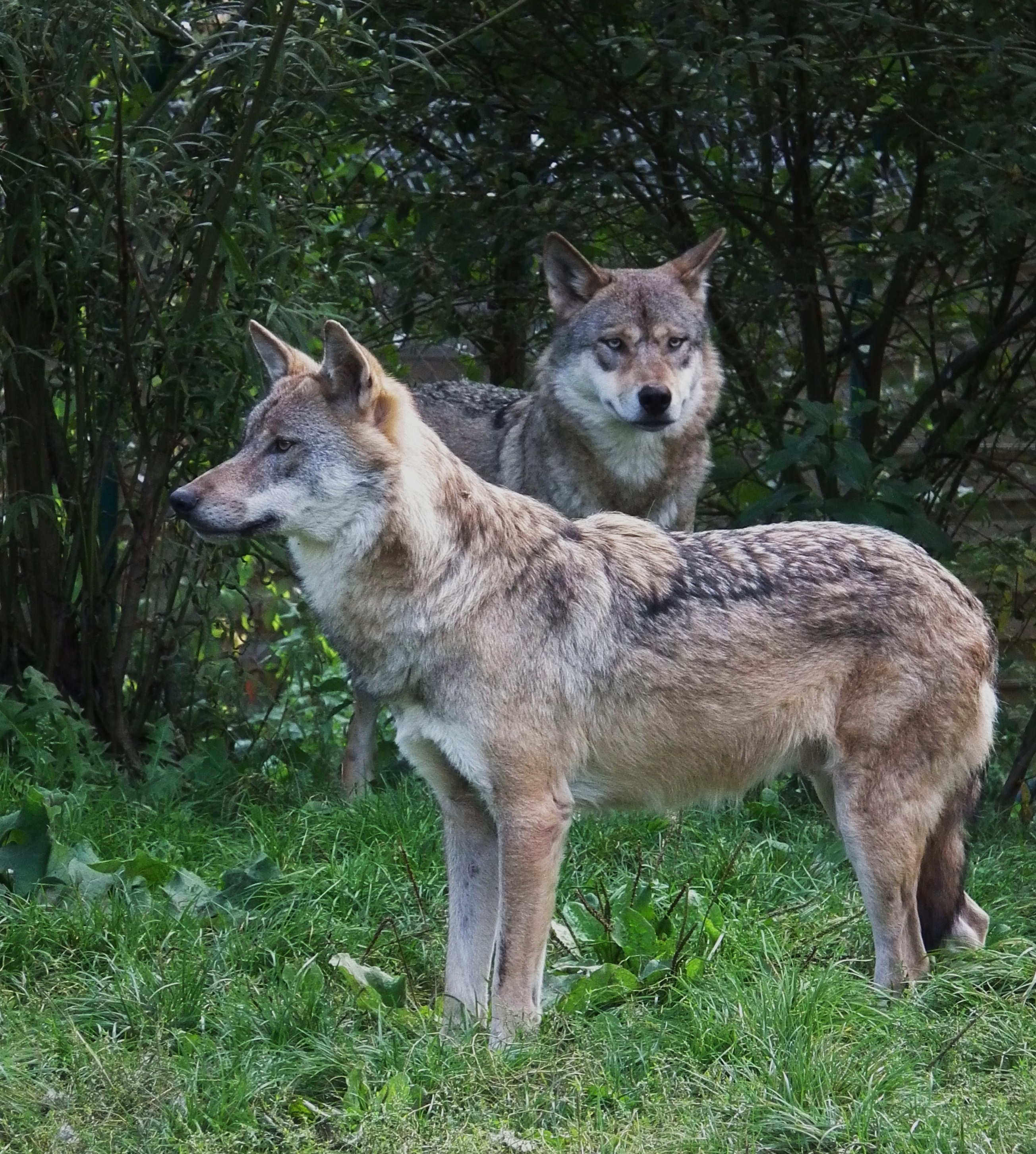
Európai farkas
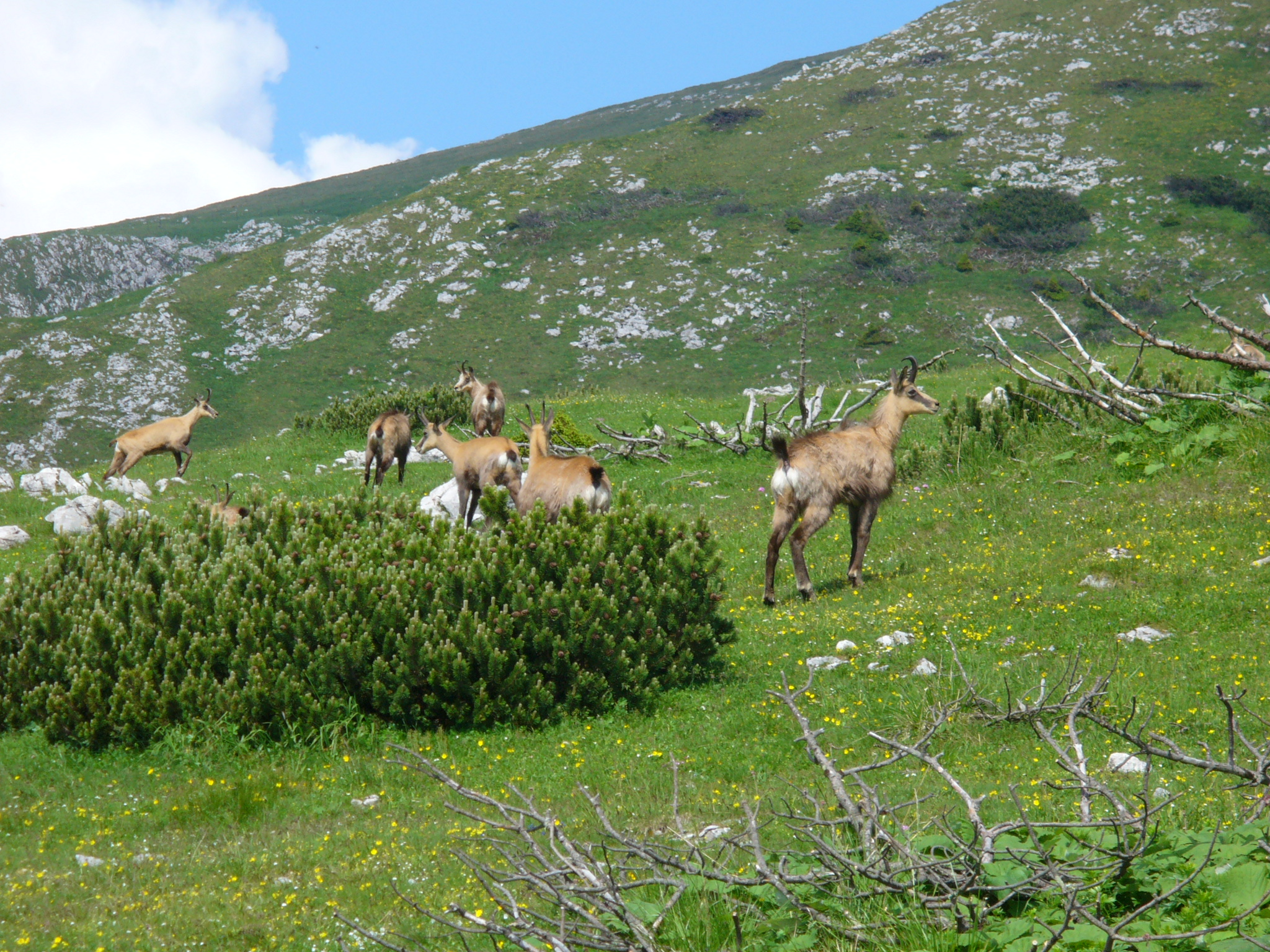
Zerge

## Növényvilága
A hegység területén számos havasi virág él: április-május körül lila színbe borítja a tájat a sáfrány, júniusban pedig az erdélyi havasszépe (Rhododendron kotschyi)  virít egész hegyoldalakon át, de a havasi kökörcsin, a lila törpe kankalin (Primula minima), a kárpáti harangvirág, a kék encian (Gentiana clusii), különféle tárnicsok és még sok más alpesi virág is megtalálható itt, a mészköves területeken pedig a havasi boglárka és a havasi gyopár.

## Galéria

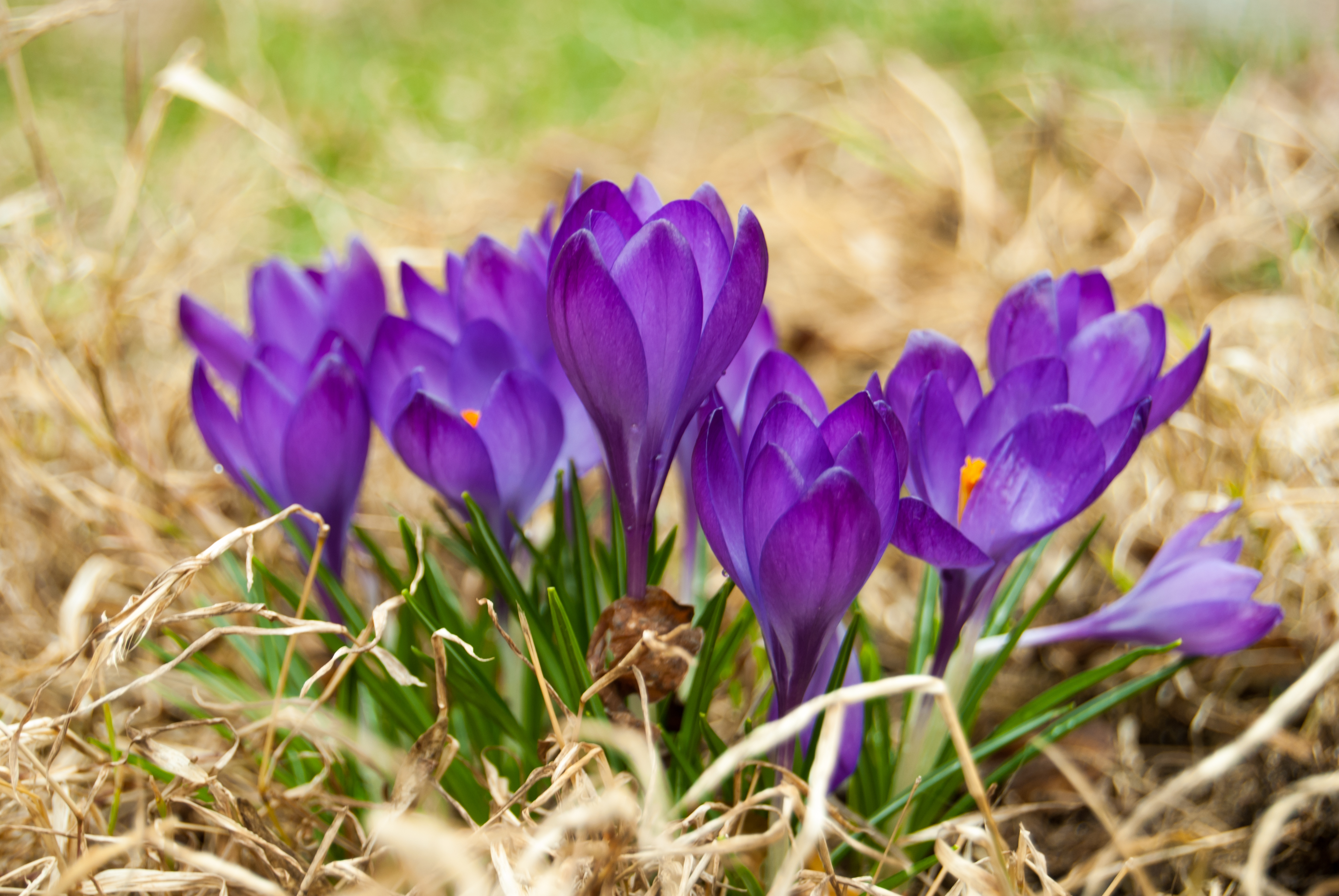
Krókusz
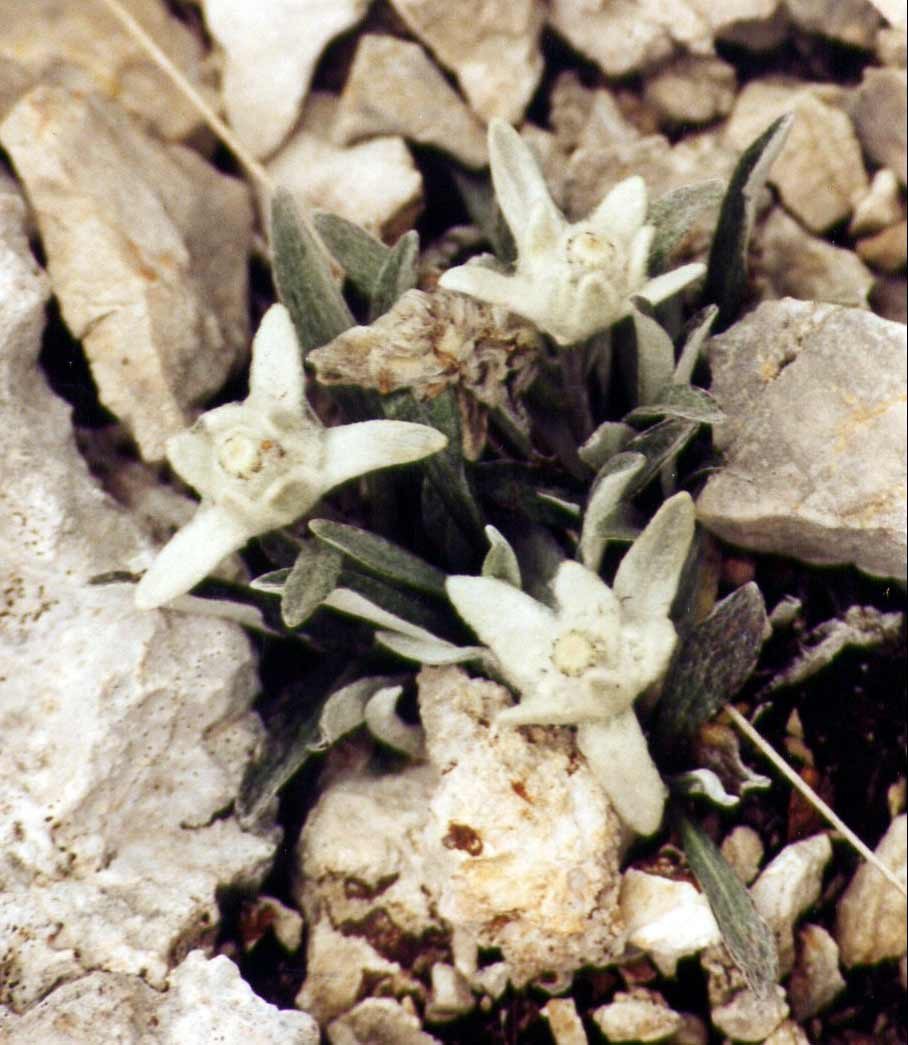
Havasi gyopár
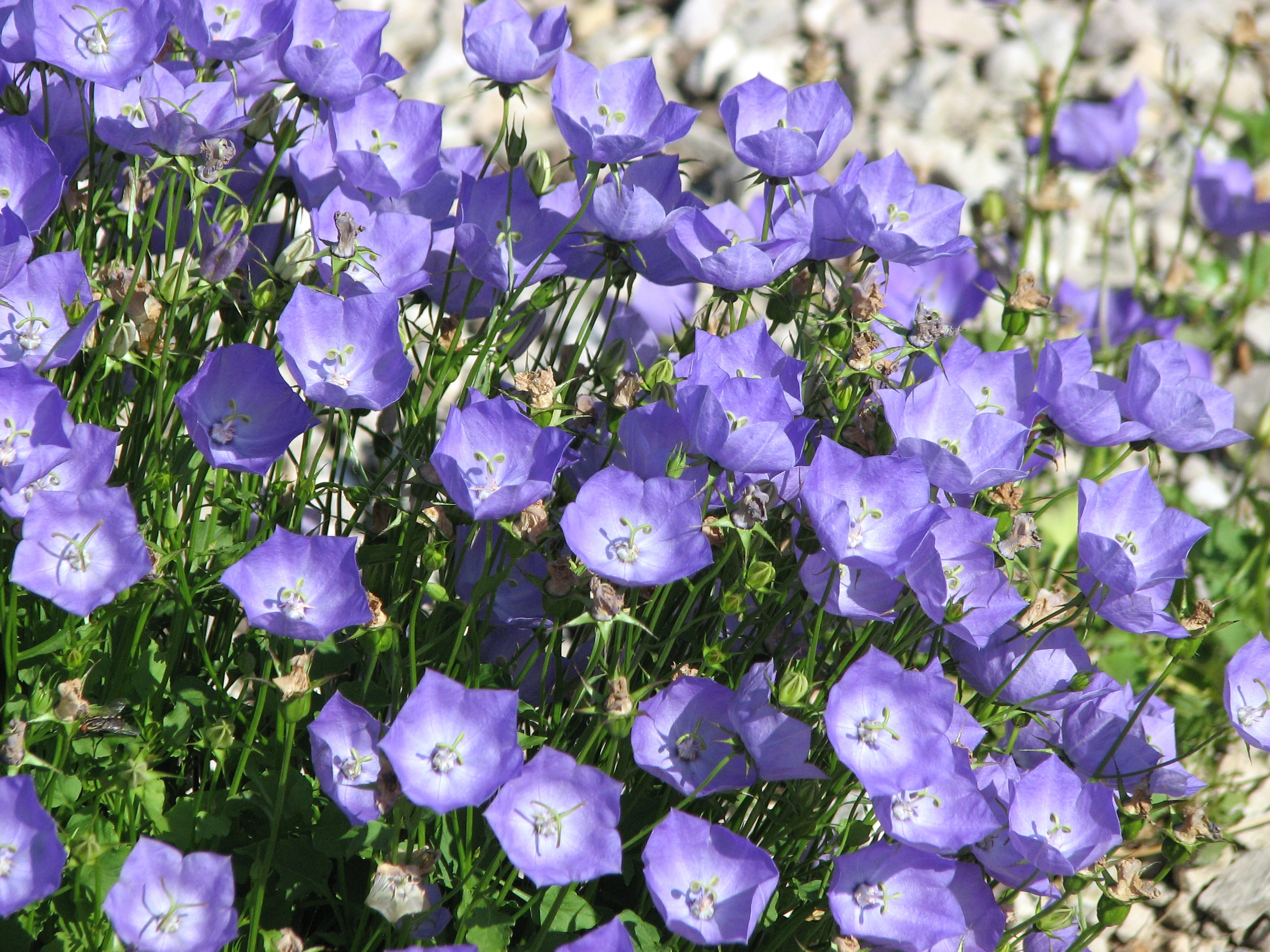
Kárpáti harangvirág (Campanula carpatica)
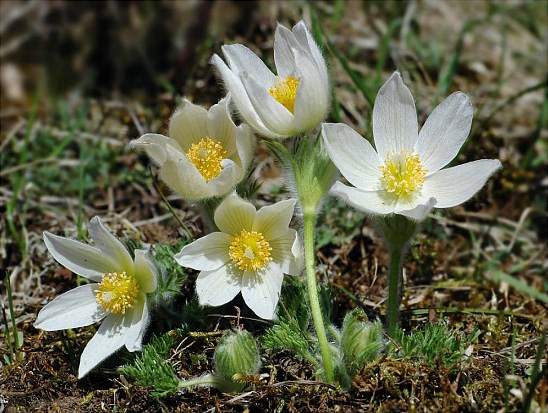
Havasi kökörcsin
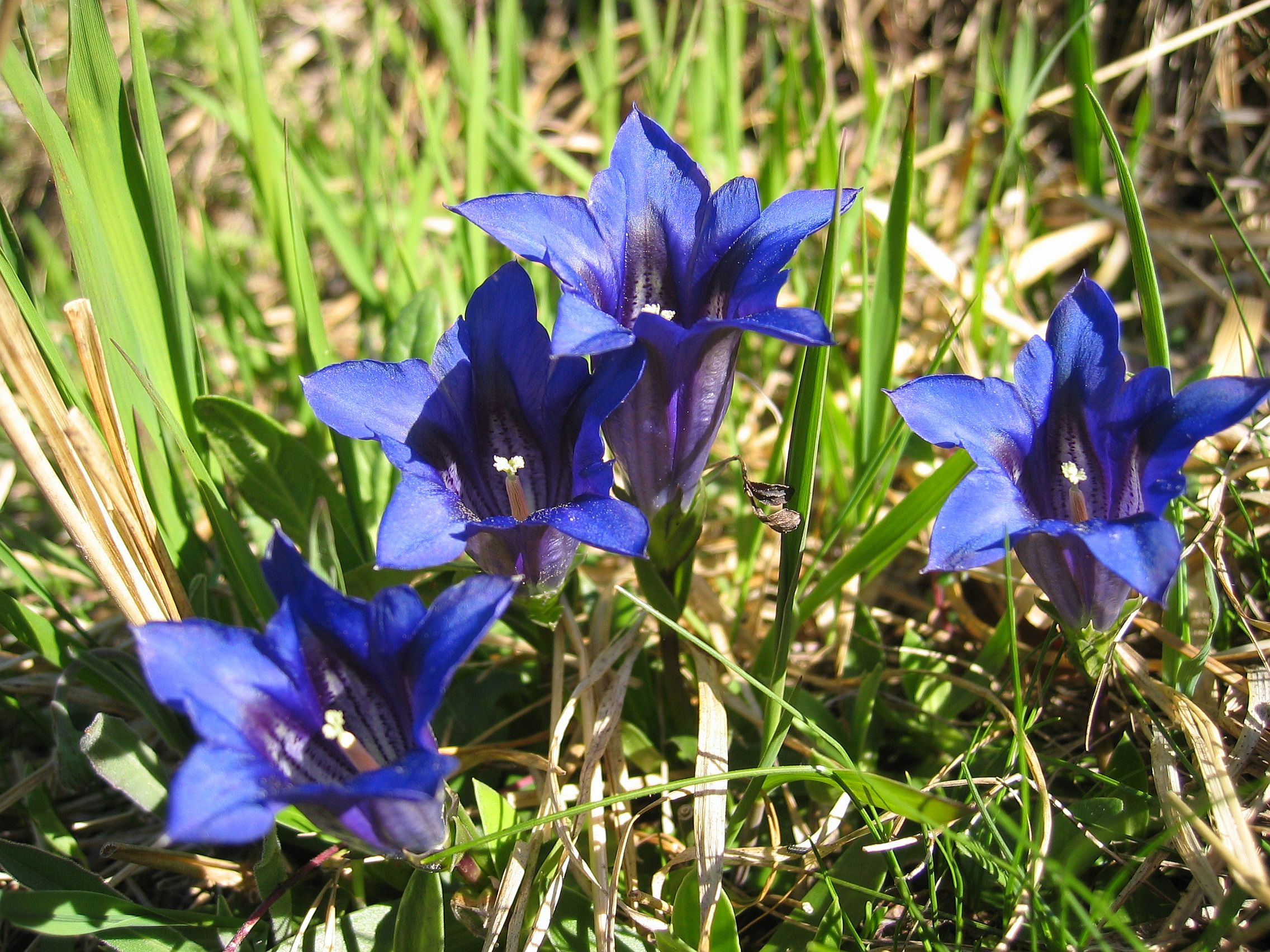
Kék encián (Gentiana clusii)
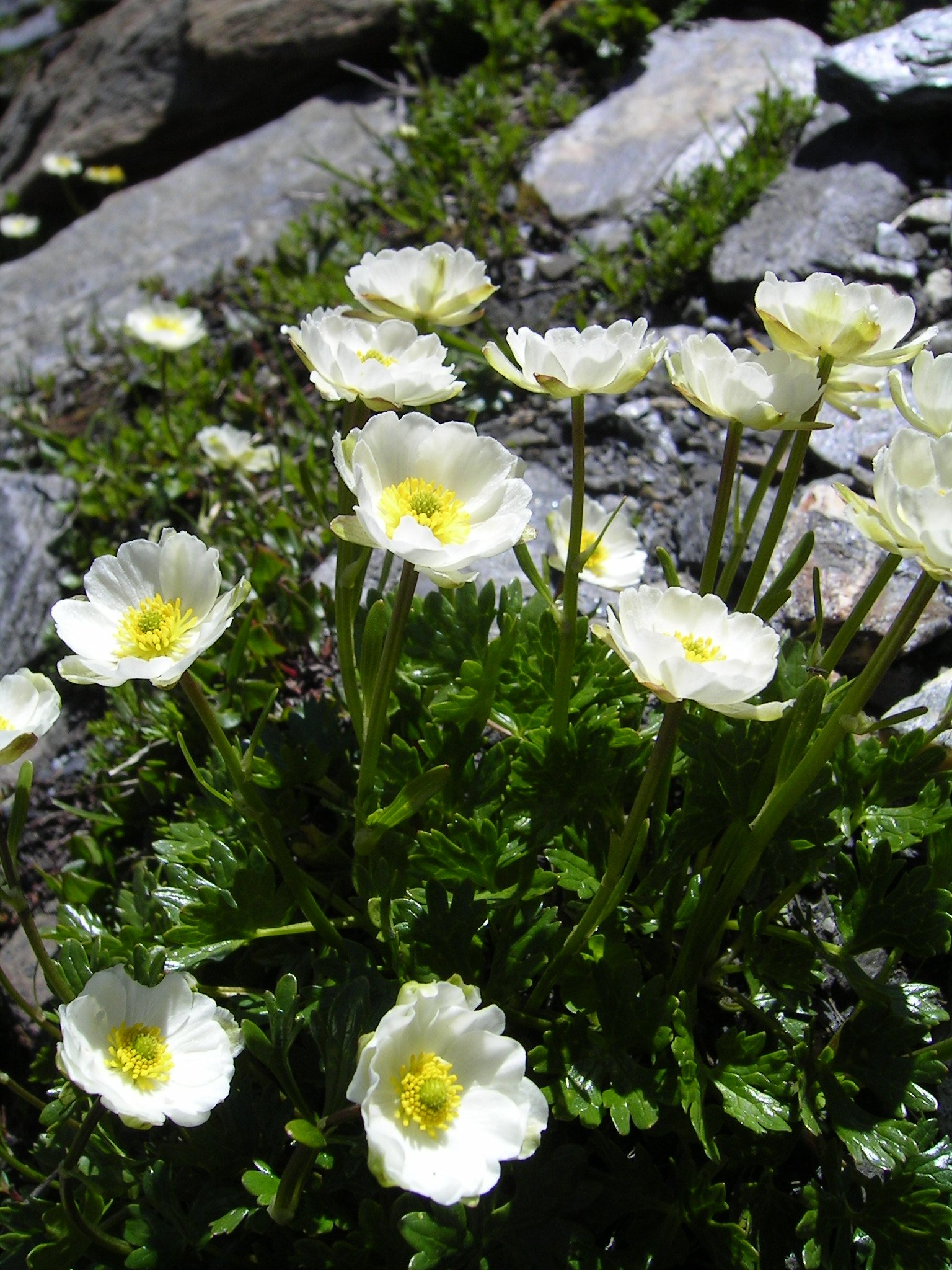
Havasi boglárka
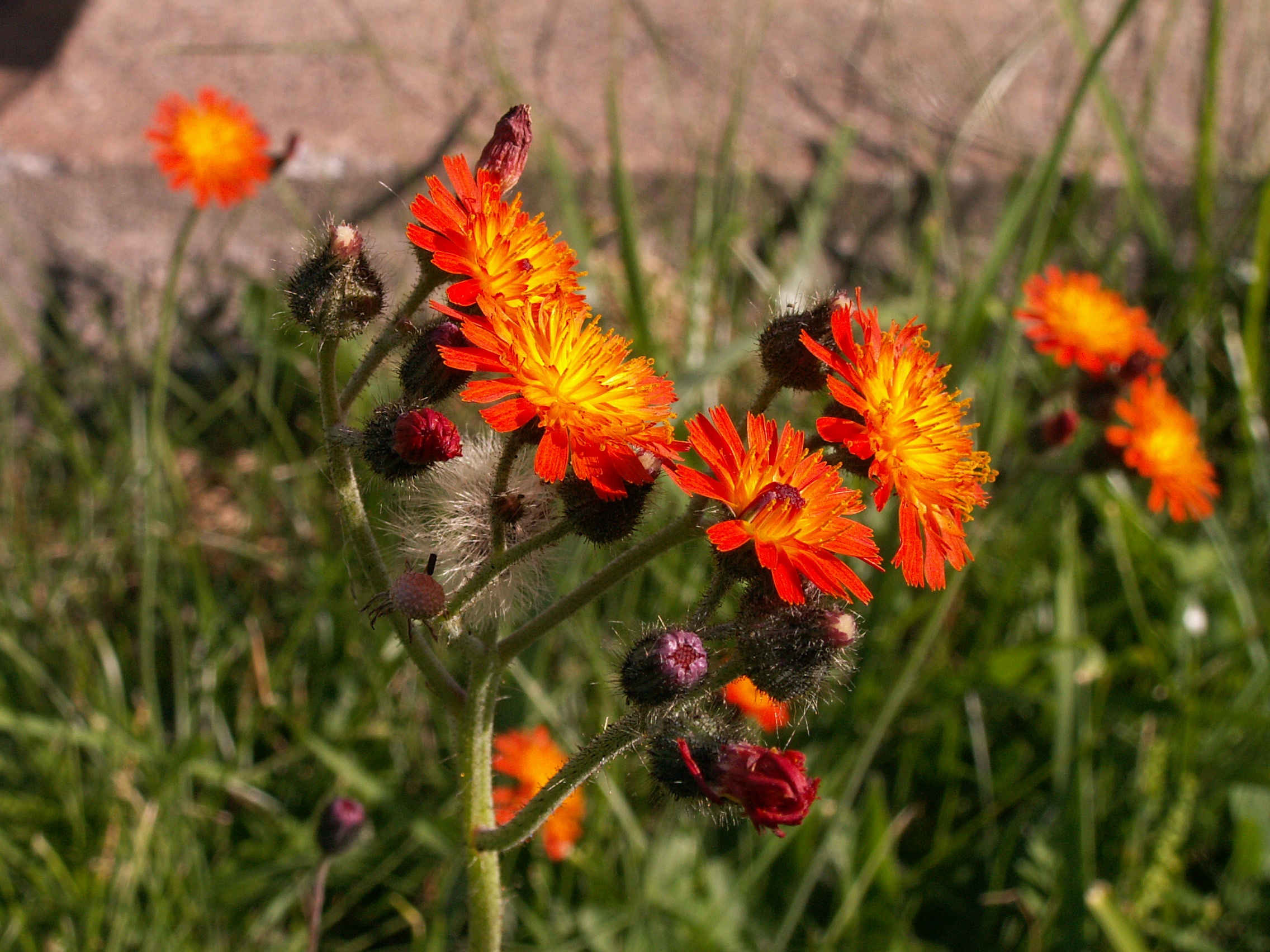
Hieracium-aurantiacum
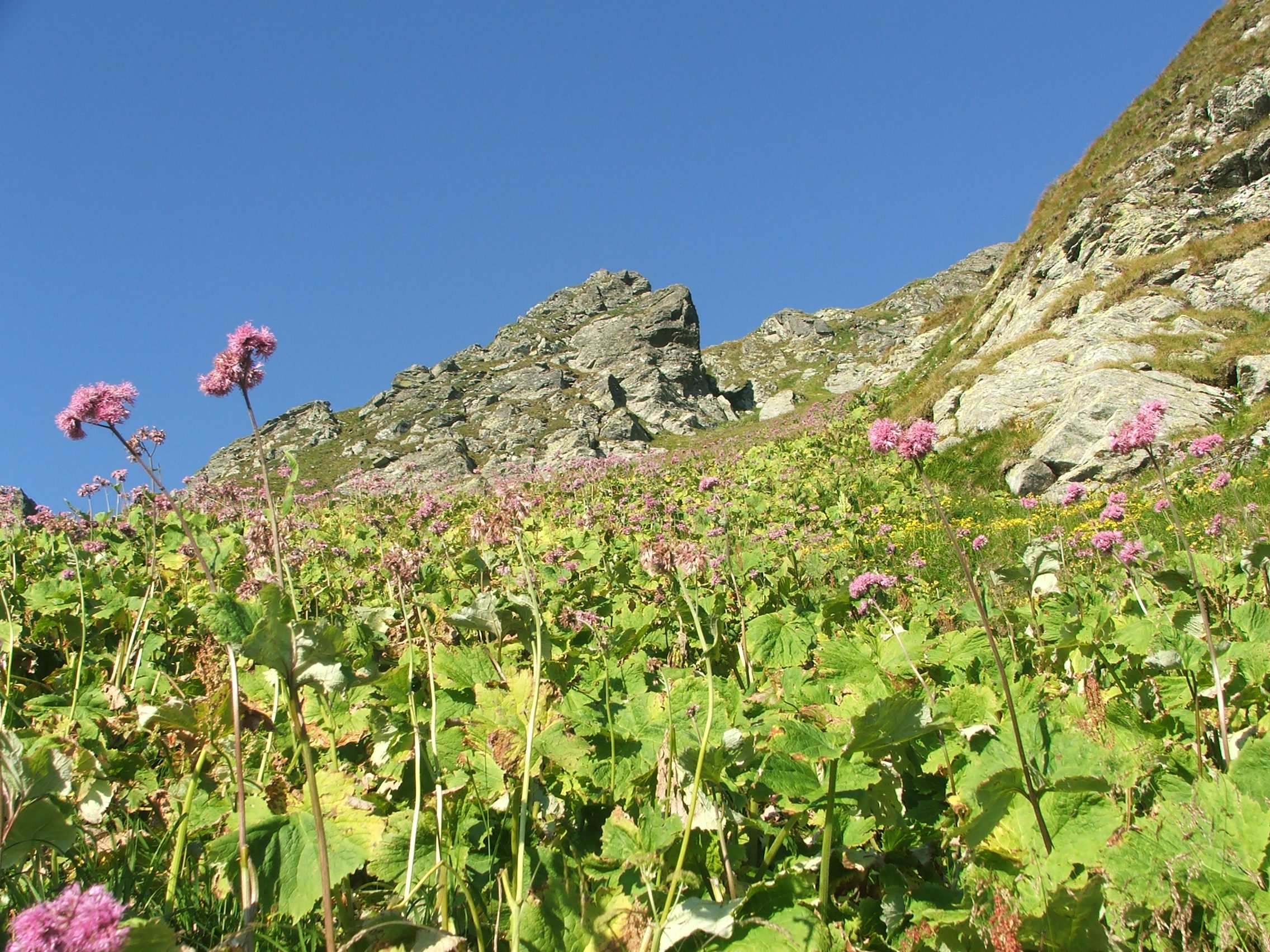
A Radnai-havasok a Nagy-Pietrosz felé